# Ingegerd Lundén Cronström
Lilly Ingegerd Lundén Cronström, född 4 mars 1912 i Åbo, död 5 februari 1973 i Helsingfors, var en finländsk författare. Hon var gift med redaktör Eige Cronström och mor till konstnären Monica Cronström.
Lundén blev filosofie magister 1936 och anställdes som redaktör vid Holger Schildts förlag 1960. Som författare debuterade hon 1932 med diktsamlingen Grått och rött och utgav senare ytterligare två diktsamlingar, en novellbok och romanen För gitarrens skull (1952), ett dokument om hennes egen hårt prövade generation. Hennes främsta arbetsområde var dock den kultur- och personhistoriska essäistiken; bland arbeten märks essäsamlingarna Konungens undersåtar (1947) och Herrar till hatt och värja (1963), släktskildringen Sin lyckas smeder (1957) och den spirituella guideboken Här är Helsingfors (1964). Hon redigerade även Svenska litteratursällskapets Släktbok, ny följd 1952–1969.